# جنگ در داغستان (۱۹۹۹)
جنگ در داغستان (به انگلیسی: war in Dagestan)، (به روسی: Война в Дагестане)، هنگامی آغاز شد که تیپ اسلامی حافظ صلح بین‌المللی (IIPB) یک گروه اسلامگرای مستقر در چچن، به رهبری جنگ سالاران، شمیل باسایف، ابن الخطاب، رمضان احمد اف و اربی بارایف در ۷ اوت ۱۹۹۹ و در حمایت از شورشیان تجزیه‌طلب داغستان به جمهوری داغستان، حمله کرد. جنگ با پیروزی بزرگ فدراسیون روسیه و جمهوری داغستان و عقب‌نشینی تیپ اسلامی حافظ صلح بین‌المللی پایان یافت. حمله به داغستان در کنار مجموعه ای از بمب‌گذاری‌های آپارتمانی روسیه در سپتامبر ۱۹۹۹ از اصلی‌ترین بهانه‌های جنگ برای آغاز جنگ دوم چچن بودند.